# STS-41-C
STS-41-C (ang. Space Transportation System) – piąta misja amerykańskiego wahadłowca kosmicznego Challenger i jedenasta programu lotów wahadłowców. Wyprawa została przedłużona o jeden dzień z powodu problemów z przechwyceniem satelity Solar Max (dlatego lądowanie wahadłowca odbyło się w bazie wojskowej Edwards, a nie jak początkowo planowano w Centrum Kosmicznym imienia Johna F. Kennedy’ego).

## Załoga
źródło
- Robert L. Crippen (3)*, dowódca (CDR)
- Francis R. Scobee (1), pilot (PLT)
- George „Pinky” D. Nelson (1), specjalista misji (MS1)
- James D. A. van Hoften (1), specjalista misji (MS3)
- Terry J. Hart (1), specjalista misji (MS2)

*(liczba w nawiasie oznacza liczbę lotów odbytych przez każdego z astronautów)

## Parametry misji
- Masa:
  - startowa orbitera: 115 361 kg
  - lądującego orbitera: 89 344 kg
  - ładunku: 17 357 kg
- Perygeum: 222 km
- Apogeum: 468 km
- Inklinacja: 28,5°
- Okres orbitalny: 91,4 min

## Cel misji
Przechwycenie, naprawa i ponowne umieszczenie na orbicie satelity astronomicznego SMM (Solar Maximum Mission, wyniesionego w lutym 1980 roku przy pomocy rakiety Delta), ponadto umieszczenie na orbicie satelity LDEF, największego z dotychczas wysłanych o masie 10 ton.

## Przebieg misji

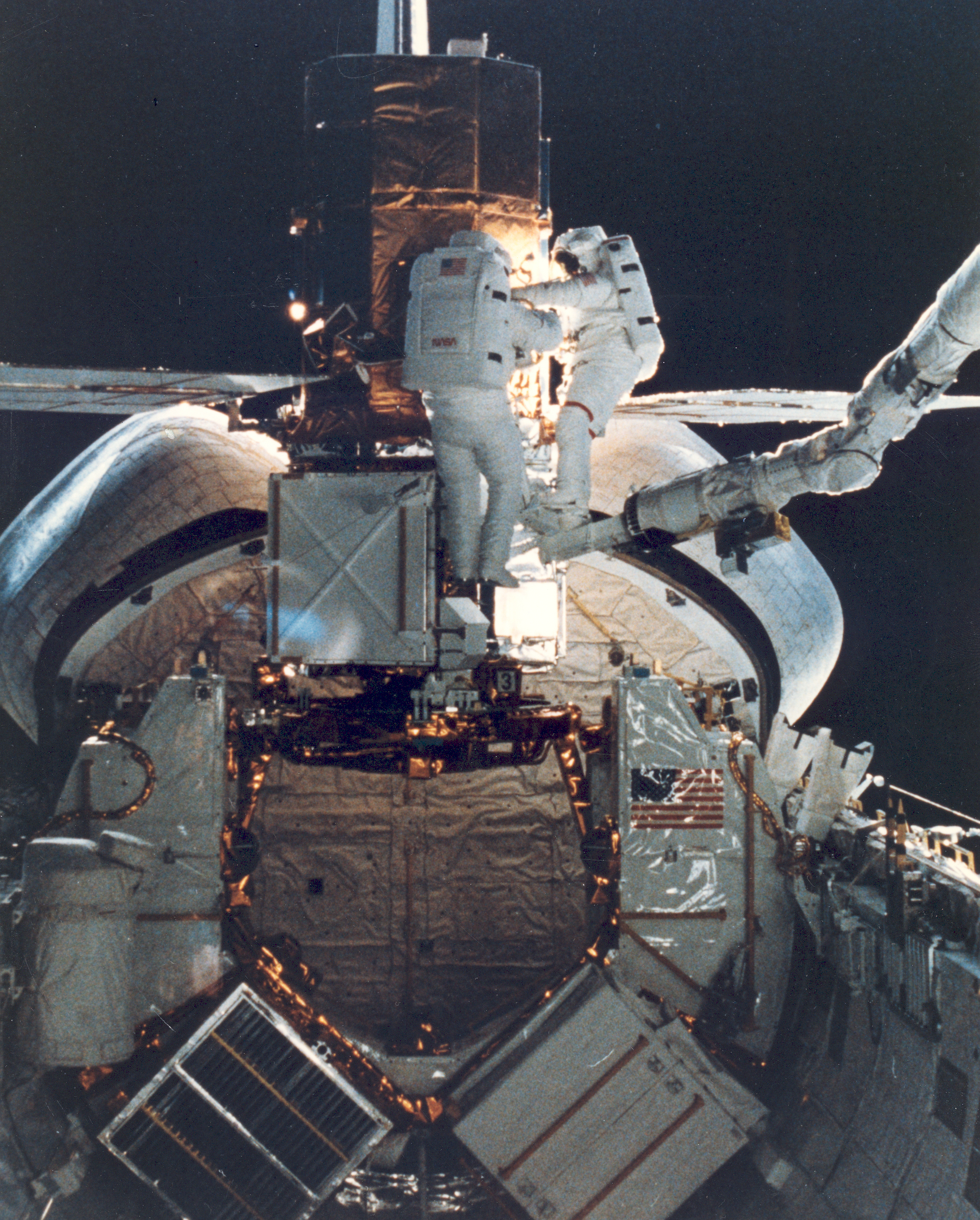
Kosmonauci George Nelson i James van Hoften naprawiają pochwyconego satelitę SMM (Solar Maximum Mission)

W czasie tej misji praktycznie wykorzystano odrzutowe plecaki. Chodziło o przechwycenie i naprawę satelity Solar Maximum Mission (Misja Maksimum Aktywności Słonecznej). Satelita wprowadzony na orbitę w lutym 1980 roku miał działać przez 4 lata, ale po roku uległ awarii i zaczął obracać się wokół swej osi, co uniemożliwiło realizację zaprogramowanych badań Słońca. Wymagało to osiągnięcia pułapu 500 km. Była to największa wysokość, na jaką wzniósł się wahadłowiec w dotychczas przeprowadzonych misjach. Dr Nelson i dr van Hoften mieli za zadanie zahamować obroty satelity i sprowadzić go do wahadłowca, w celu naprawy, aby kosztujący 77 milionów dolarów satelita mógł się znowu stać użyteczny. Nelson kilkakrotnie daremnie próbował się zakotwiczyć do wirującego wolno obiektu, aby za pomocą silniczków własnego plecaka MMU przyhamować obracanie się satelity. Musiał przerwać te próby, by wrócić do wahadłowca w celu pobrania nowej porcji paliwa dla silników plecakowych. 10 kwietnia próbę ponowiono i po  wyeliminowaniu powolnego ruchu obrotowego satelity o masie 2315 kg astronauta Nelson „przyholował” go w zasięg manipulatora, którym satelitę umieszczono w ładowni. Po dokonaniu napraw (wymieniono uszkodzony zespół elektroniczny i naprawiono antenę) satelitę umieszczono w przestrzeni kosmicznej w celu wykonania prób z Ziemi. Po ponownym umieszczeniu w ładowni i domontowaniu dodatkowego przyrządu do badania korony słonecznej wahadłowiec wzniósł się na wysokość 503,83 km i tam pozostawił satelitę. Uprzednio, 8 kwietnia dla zrobienia miejsca w ładowni, wyniesiono z wnętrza wahadłowca na samodzielną orbitę największy obiekt, spośród dostarczonych w STS, sztucznego satelitę LDEF o masie 10 ton, w postaci platformy z zainstalowanymi urządzeniami dla przeprowadzenia 57 eksperymentów. Nad programami tych badań pracowało 200 specjalistów, głównie z USA. Po 10 miesiącach pobytu na orbicie platforma miała zostać sprowadzona na Ziemię. Satelita został odszukany, przechwycony i sprowadzony na Ziemię przez załogę STS-32.
Załoga za naprawę na orbicie satelity SMM została w 1985 roku wyróżniona przez FAI Dyplomami im. Komarowa.

## Spacery kosmiczne
źródło
- Nelson i van Hoften – EVA 1
  - Start EVA 1: 8 kwietnia 1984
  - Koniec EVA 1: 8 kwietnia 1984
  - Czas trwania: 2 godz. 59 min

- Nelson i van Hoften – EVA 2
  - Start EVA 2: 11 kwietnia 1984
  - Koniec EVA 2: 11 kwietnia 1984
  - Czas trwania: 7 godz. 7 min